# Slater (Iowa)
Slater es una ciudad ubicada en el condado de Story en el estado estadounidense de Iowa. En el Censo de 2010 tenía una población de 1489 habitantes y una densidad poblacional de 455,91 personas por km².

## Geografía
Slater se encuentra ubicada en las coordenadas 41°52′45″N 93°41′9″O / 41.87917, -93.68583. Según la Oficina del Censo de los Estados Unidos, Slater tiene una superficie total de 3.27 km², de la cual 3.27 km² corresponden a tierra firme y (0%) 0 km² es agua.

## Demografía
Según el censo de 2010, había 1489 personas residiendo en Slater. La densidad de población era de 455,91 hab./km². De los 1489 habitantes, Slater estaba compuesto por el 98.52% blancos, el 0.34% eran afroamericanos, el 0.2% eran amerindios, el 0% eran asiáticos, el 0% eran isleños del Pacífico, el 0.81% eran de otras razas y el 0.13% pertenecían a dos o más razas. Del total de la población el 1.34% eran hispanos o latinos de cualquier raza.